# Limes norrlandicus

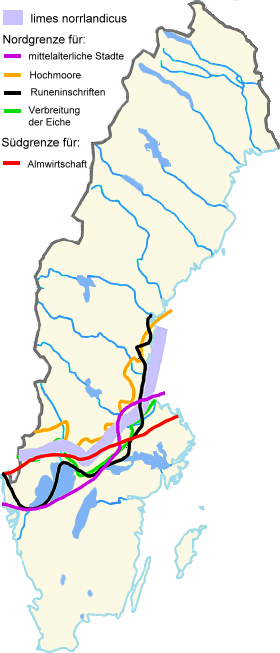
Der Limes norrlandicus in Schweden

Der von Carl von Linné geprägte Begriff Limes norrlandicus (auch Biologische Nordlandgrenze) bezeichnet den Übergangsraum in Skandinavien zwischen der Landschaftszone des nordeuropäischen Mischwaldes im Süden und den borealen Nadelwäldern im Norden. Der Limes norrlandicus stellt damit die biologische Grenze nach Norrland dar. Vom Oslofjord verläuft er bis zum Mälarsee in Schweden, entlang der südlichen Grenze der Finnischen Halbinsel und weiter durch Russland. Er fällt mit der Nordgrenze des Vorkommens der Stieleiche zusammen.
Nach dem schwedischen Geologen Lennart von Post ist der Limes norrlandicus „die schärfste und zugleich wichtigste naturgeographische  Grenzlinie in Schweden“. Die biologische Nordlandgrenze fällt mit der naturgeographischen Südgrenze Norrland-spezifischer Bodentypen zusammen. Der Limes norrlandicus ist ebenso eine kulturgeographische Grenze, die Gebiete mit unterschiedlichen naturräumlichen Voraussetzungen für den Menschen voneinander trennt. So trennte er in der Eisenzeit die nördliche Jäger- und Sammlergesellschaft von der südlichen Agrargesellschaft. In merowingischer Zeit entstand an verschiedenen Punkten entlang der Grenze eine neue Art von Händlern und Bauern, die den Handel mit nordischen Produkten wie Pelzen, getrocknetem Fisch oder Robbenöl mit dem südlicheren Europa kontrollierten. Birka und Hedeby waren Zentren des Handels. Diese Händler bieten auch durch die Notwendigkeit zur Korrespondenz einen Erklärungsansatz, warum das Vorkommen früher Runeninschriften seine Nordgrenze am Limes norrlandicus erreicht. 
Der Limes norrlandicus ist auch eine Grenze im Gelände zwischen dem Mälartal, dem Vänernflachland und dem nordschwedischen Hochland, das sich in nordöstlicher Richtung durch Dalsland, das südliche Värmland, das westliche Närke, das westliche Västmanland, Süddalarna und das westliche Gästrikland bis an die Küste im Süden von Hälsingland erstreckt.
Ein Grund für das Auftreten großer Städte bis zu diesem Breitengrad (außer Stockholm liegen auch Oslo, Helsinki und Sankt Petersburg auf dem 59. Breitengrad, der auch im Süden des Limes liegt) ist der nach Norden hin abnehmende Einfallswinkel der Sonneneinstrahlung und der damit verbundene Klimawechsel.